# Melodrama
《Melodrama》는 뉴질랜드의 싱어송라이터 로드의 두 번째 정규 앨범으로, 2017년 6월 16일 라바 레코드와 리퍼블릭 레코드를 통해 발매되었으며, 유니버설을 통해 배급되었다. 데뷔 앨범 《Pure Heroine》(2013)의 성공 이후 로드는 대중의 시야에서 물러나 뉴질랜드와 미국을 오가며 시간을 보냈다. 처음에는 명성에 대한 환멸에서 영감을 받았으며, 첫 이별 이후의 상심과 고독을 담기 위해 《Melodrama》를 집필하게 되었다.
로드는 자신의 예술성을 《Pure Heroine》에서 벗어나 확장할 필요성을 느껴 잭 안토노프를 주요 협업자로 선택했다. 완성된 음반은 피아노 기반의 멜로디, 요동치는 신시사이저, 복잡한 전자 비트를 특징으로 하는 일렉트로팝 음반으로, 이전작의 미니멀한 힙합 기반 제작 방식과는 대조적으로 맥시멀한 변화로 평가되었다. 《Melodrama》는 하우스 파티에서 비롯된 감정들을 담아낸 느슨한 개념 음반으로 간주되었으며, 〈Green Light〉, 〈Perfect Places〉, 〈Homemade Dynamite〉가 싱글로 발매되었다. 로드는 여러 음악 페스티벌에서 헤드라이너로 참여하고, 2017년부터 2018년까지 멜로드라마 월드 투어를 통해 음반을 홍보했다.
이 음반은 로드가 미국과 캐나다에서 처음으로 거둔 1위 음반이며, 오스트레일리아와 뉴질랜드 차트에서도 정상을 차지했다. 또한 해당 국가들과 영국에서 골드 또는 플래티넘 인증을 받았다. 《Melodrama》는 그 사운드와 로드의 보컬, 직설적인 작사로 평단의 극찬을 받았으며, 여러 연말 및 10년 결산 목록에 이름을 올렸다. 이 음반은 뉴질랜드 뮤직 어워드에서 올해의 앨범상을 수상했으며, 2018년 제60회 그래미 어워드에서 올해의 앨범 부문에 후보로 지명되었다. 2020년, 《Melodrama》는 《롤링 스톤》이 선정한 역대 최고의 음반 500장 개정판에서 460위에 올랐다.

## 배경 및 녹음

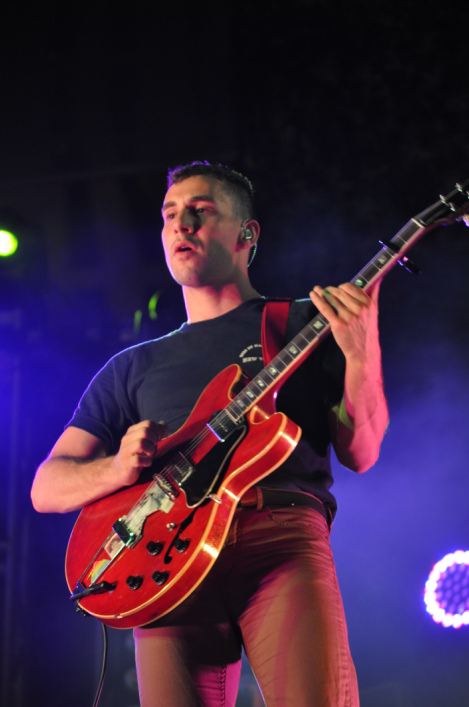
잭 안토노프(사진)는 음반에 수록된 대부분의 곡을 로드와 함께 만들었다.

2013년 12월, 로드는 두 번째 정규 음반을 발매하기 위해 노래를 만들기 시작했다고 언급하였다. 이듬해에는 아직 음반 작업이 초기 단계에 머물러 있으며, 지난해에 나온 첫 정규 음반과는 "완전히 다르다"고 이야기하였다. 또한 자신이 처한 삶의 환경이 새롭게 바뀌면서 음악의 사운드도 함께 변화를 겪었다고 말하였다. 2014년 말, 라이언스게이트는 로드가 헝거 게임 시리즈의 사운드트랙에 주요 음악가로서 참여할 것이라고 발표하였으며, 헝거 게임: 모킹제이 사운드트랙의 리드 싱글인 ‘Yellow Flicker Beat’를 내면서 음악 평단으로부터 극찬을 받았다.
2015년 2월에 진행된 오스트레일리아의 트리플 J 라디오 네트워크에서 “Pure Heroine”의 프로듀서로 참여하였던 조엘 리틀은 아직 확실한 계획이 세워진 것은 아니지만, 다가오는 달에 녹음 스튜디오에서 로드와 노래를 만들 계획이라고 말하였다. 그로부터 1년여 후에는 음반에 수록되는 곡 중 일부에 참여하였지만, 총괄 프로듀서 자리로 참여하지는 않을 것이라고 언급하였고, 이는 로드가 "다른 일을 하려고 노력한 것"이라고 이야기하였다. 그리고 2015년 로드와 리틀은 잉글랜드의 전자 음악 듀오 디스클로저의 음반 “Caracal”에 수록된 ‘Magnets’에 함께 참여하였다.
2016년 1월, 뉴질랜드 헤럴드는 로드와 남자친구인 제임스 로가 3년 간의 연애를 끝으로 결별하게 되었다고 보도하였다. 로드는 음반의 리드 싱글인 ‘Green Light’의 발매로 진행된 인터뷰에서 결별을 시인하였다. 그리고 결별이 자신을 폭음에 빠져들게 하였으며, 그렇게 하는 데 "도피와 탐구의 유혹"이 있다는 것 또한 깨달았다고 이야기하였다. 결국 2016년 8월 말, 자신의 인스타그램 계정에 달린 댓글에 "현재 음반의 작곡 및 작사 과정을 완료하였으며, 현재 프로듀싱 단계에 있다"고 답하였다.
2017년 3월 2일, 로드는 음반의 제목 “Melodrama”를 공개하였다. 또한 2015년 12월 이후 잭 안토노프와 함께 뉴욕의 일렉트릭 레이디 스튜디오에서 찍은 사진을 소셜 미디어 계정에 올렸다. 추가적인 녹음은 브루클린헤이츠에 있는 안토노프의 스튜디오인 러프 커스터머 스튜디오와 뉴욕의 정글 시티, 로스앤젤레스의 콘웨이와 웨스트레이크 등에서 녹음하였다. 로드와 안토노프는 총 18개월 동안 녹음을 진행하였다. 이후 2017년 6월 16일 “Melodrama”는 유니버설, 라바, 리퍼블릭 레코드를 통해 발매하였다.

## 노래

### 1–5번 트랙
“Melodrama”의 오프닝 트랙이자 리드 싱글인 ‘Green Light’에서는 제목에 은유법을 사용하였으며, 비평가들은 "그린 라이트"를 로드가 미래로 나아갈 수 있도록 허락하는 신호라고 해석하였다. 음악적으로는 일렉트로팝, 댄스 팝, 포스트디스코 장르의 노래이다. 로드는 플로렌스 앤 더 머신이 안토노프와 함께 진행한 콘서트에 참석한 후 노래를 쓰는 데 영감을 받았다. 작곡 및 작곡 과정은 완전히 끝내는 데 18개월이라는 시간이 걸렸다. 그 다음 트랙인 ‘Sober’는 봉고를 사용한 것이 특징으로, 코첼라 페스티벌에서 공연을 한 후에 만들었다. 노래에 사용된 악기는 테너와 바리톤 색소폰, 트럼펫이 사용되었으며, 안토노프가 자신의 컴퓨터에서 노래에 사용할 샘플을 찾으면서 추가한 호랑이 소리가 있다.
로드는 세 번째 트랙 ‘Homemade Dynamite’를 토베 로와 함께 만들었다. 또한 음반에서 안토노프가 송라이터나 프로듀서로서 이름을 올리지 않은 유일한 곡이다. 네 번째 트랙 ‘The Louvre’는 로드가 2016년에 발매한 프랭크 오션의 두 번째 정규 음반 “Blonde”를 듣고 영감을 받아서 노래를 만들었다. 스핀오프와의 팟캐스트 인터뷰에서 로드는 "크고 쉬운 싱글"을 만들 수 있었지만, "여정을 단순화"하거나 "큰 코러스를 강조"하는 것이 큰 의미가 없다고 생각하여 자제하였다고 밝혔다. 이어서 "기타도 사용할 수 있고, 커다란 플룸 비트를 얻어 물 속에 던질 수 있다"고 언급하면서 제작 과정이 "흥미롭다"고 이야기하였다. 뉴스위크에서는 노래의 일부분이 마치 랩을 하는 것과 같이 노래를 만들어 크로스 장르의 음악에 비유하기도 하였다. 다음 트랙인 ‘Liability’는 “Melodrama”에서 피아노를 사용한 첫 발라드 장르의 노래이다. 스핀오프에서 로드는 리한나의 2016년 음반 “Anti”의 수록곡 ‘Higher’에 영감을 받았다고 말했다.

## 상업적 성과
미국의 빌보드 200 차트에서 “Melodrama”는 실물 판매량 8만 2천 장을 포함하여 첫 주에 10만 9천의 앨범 등가 단위를 세우면서 1위로 데뷔하였으며, 로드의 첫 빌보드 200 차트 1위라는 기록을 세웠다. 그 다음주에는 13위로 순위가 하락하였다. 미국 음반 산업 협회(RIAA)는 음반이 50만이 넘는 판매량을 기록하면서 골드를 인증하였다. 또한 “Melodrama”는 로드의 첫 캐나다 차트 1위 음반이며, 이후 플래티넘을 인증받았다. 이외에도 오스트레일리아와 뉴질랜드 음반 차트에서 1위로 데뷔하였고, 각각 플래티넘과 더블 플래티넘을 인증받았다. 영국 음반 차트에서는 5위를 기록하였으며, 시간이 지나 골드를 인증받았다.

## 트랙리스트
표시된 곳을 제외하고는 로드와 잭 안토노프가 만들었다.
| #            | 제목                                                                                         | 프로듀서                                                          | 재생 시간 |
| ------------ | -------------------------------------------------------------------------------------------- | ----------------------------------------------------------------- | --------- |
| 1.           | 〈Green Light〉 (작곡 및 작사: 로드, 안토노프, 조엘 리틀)                                    | Lorde Antonoff Frank Dukes Kuk Harrell [b] [ a ]                  | 3:54      |
| 2.           | 〈Sober〉                                                                                    | Lorde Antonoff Malay Harrell [b]                                  | 3:17      |
| 3.           | 〈Homemade Dynamite〉 (writers: Yelich-O'Connor, Tove Lo, Jakob Jerlström, Ludvig Söderberg) | Dukes Lorde Harrell [b]                                           | 3:09      |
| 4.           | 〈The Louvre〉                                                                               | Lorde Antonoff Flume [a] Malay [a]                                | 4:31      |
| 5.           | 〈Liability〉                                                                                | Lorde Antonoff                                                    | 2:52      |
| 6.           | 〈Hard Feelings/Loveless〉                                                                   | Lorde Antonoff Dukes [a] [ b ]                                    | 6:07      |
| 7.           | 〈Sober II (Melodrama)〉                                                                     | Lorde Antonoff Dukes S1 [a] Harrell [c]                           | 2:58      |
| 8.           | 〈Writer in the Dark〉                                                                       | Lorde Antonoff                                                    | 3:36      |
| 9.           | 〈Supercut〉                                                                                 | Lorde Antonoff Little Dukes [a] Jean-Benoît Dunckel [a] Malay [a] | 4:37      |
| 10.          | 〈Liability (Reprise)〉                                                                      | Lorde Antonoff                                                    | 2:16      |
| 11.          | 〈Perfect Places〉                                                                           | Lorde Antonoff Andrew Wyatt Dukes [a]                             | 3:41      |
| 총 재생 시간 | 총 재생 시간                                                                                 | 총 재생 시간                                                      | 40:58     |

| #            | 제목                                                                        | 프로듀서     | 재생 시간 |
| ------------ | --------------------------------------------------------------------------- | ------------ | --------- |
| 12.          | 〈Green Light〉 (Chromeo remix; writers: Yelich-O'Connor, Antonoff, Little) | Chromeo      | 4:09      |
| 총 재생 시간 | 총 재생 시간                                                                | 총 재생 시간 | 45:07     |

| #            | 제목                                                                  | 작사·작곡                                                                                             | 프로듀서                | 재생 시간 |
| ------------ | --------------------------------------------------------------------- | --- | ----------------------- | --------- |
| 12.          | 〈Homemade Dynamite (Remix) (featuring Khalid, Post Malone and SZA)〉 | Ella Yelich-O'Connor Khalid Robinson Austin Post Solána Rowe Tove Lo Jakob Jerlström Ludvig Söderberg | Dukes Lorde Harrell [b] | 3:34      |
| 총 재생 시간 | 총 재생 시간                                                          | 총 재생 시간                                                                                          | 총 재생 시간            | 44:32     |

Notes
- ^[a]  추가 프로듀서를 의미한다.
- ^[b]  보컬 프로듀서를 의미한다.
- ^[c]  추가 보컬 프로듀서를 의미한다.
- ^[d]  싱글 발매 후 음반에 추가되었다.

Sample credits
- "Loveless" contains a sample of "In the Air Tonight", written and performed by Phil Collins and an audio recording from Paul Simon that appears on the 2012 documentary film, Under African Skies: Paul Simon's Graceland Journey.